# OSCAR
OSCAR (англ. Open System for CommunicAtion in Realtime — открытая система для общения в реальном времени) — открытый (с 5 марта 2008 года), но не свободный сетевой протокол, обеспечивающий обмен мгновенными и офлайновыми текстовыми сообщениями.

## Особенности протокола
- Каждому пользователю выдаётся UIN (англ. Unique Identification Number) — уникальный идентификационный номер, по которому пользователь однозначно определяется системой и другими пользователями. В настоящее время (январь 2010 г.) для совместимости с AIM вместо UIN используется понятие ScreenName.
- Пользователь имеет возможность выбрать себе ник, который играет роль личного имени в его сообщениях. В отличие от UIN, ники не уникальны для каждого пользователя.
- В AOL Instant Messenger функцию UIN играют SN (англ. Screen Name) — так называемые экранные имена, уникальные для каждого пользователя.
- Протокол поддерживает несколько состояний, в которых может находиться пользователь. Состояния устанавливаются пользователем.

## Состояния
- Online — доступен
- Free for chat (F4C) — свободен
- Away — вдали от компьютера (долго не работал)
- Not available (N/A) — недоступен
- Occupied — занят
- Do not disturb (DND) — не беспокоить
- Invisible — невидим
- Offline — отключён

В программах-клиентах сторонних разработчиков некоторые состояния могут отсутствовать или иметь место дополнительные.

## Реализации протокола
Существует большое количество альтернативных клиентов ICQ для разных операционных систем, например: Miranda IM (Windows), QIP 2012 (Windows), &RQ (Windows), Pidgin (Windows, GNU/Linux), Licq (GNU/Linux), Kopete (GNU/Linux), qutIM (Windows, GNU/Linux, Mac OS X), Adium (Mac OS X) и пр.
5 марта 2008 года AOL открыла спецификации протокола (как впоследствии оказалось — не полностью: с помощью изменения закрытых деталей спецификации впоследствии 3 раза блокировались все неофициальные клиенты) и разрешила создание альтернативных клиентов, но с некоторыми ограничениями, установленными лицензией: например, клиент, используемый более чем 100 000 пользователями, должен показывать рекламу.
| Реализации на различных языках программирования | Реализации на различных языках программирования                |
| Язык программирования                           | Реализации                                                     |
| ----------------------------------------------- | -------------------------------------------------------------- |
| C                                               | libpurple GnomeICU                                             |
| C++                                             | QOscar (Qt) (недоступная ссылка)                               |
| C#                                              | NOscar OscarLib                                                |
| Java                                            | joscar JOscarLib /*info*/ daim (недоступная ссылка) icqlib JIL |
| OCaml                                           | mlOscar                                                        |
| Python                                          | TwistedWords                                                   |
| Perl                                            | Net::Oscar                                                     |
| PHP                                             | WebIcqPro BasICQ                                               |